# 카테르지나 보하들로바
카테르지나 보하들로바(체코어: Kateřina Bohadlová, 1978년 1월 17일 ~ )는 체코의 배우이다.